# Гиджет (фильм)
«Гиджет» (англ. Gidget) — американская кинокомедия Пола Уэндкоса 1959 года. Снята по книге Фредерика Конера «Гиджет, маленькая девочка с большими идеями» (англ. Gidget, the Little Girl with Big Ideas), которая в свою очередь основана на жизни его дочери. Фильм популяризировал сёрфинг и стал прародителем целого жанра подобного рода «пляжных фильмов».

## Сюжет
Фрэнсин Лоуренс в скором времени исполнится 17 лет, и когда закончится лето, она пойдёт в выпускной класс. В один из летних дней подруги берут её с собой на пляж «охотиться на мужчин». Фрэнсин не очень нравится такое времяпрепровождение. Она не особо любит мужские компании и вообще походы на свидания. Параллельно ей приходится противостоять своему отцу, который хочет познакомить её с сыном одного своего друга.
Плавая в океане с маской, Фрэнсин запутывается в водорослях. Её спасает один из сёрферов, которые обитают на пляже. Фрэнсин загорается желанием обзавестись собственной доской для сёрфинга. Она умоляет родителей срочно купить ей доску, как подарок в счёт её будущего дня рождения. Хотя ранее сёрферы относились к ней как к маленькой девочке, теперь им ничего не остается, как принять её в свою компанию. Фрэнсин дают прозвище «Гиджет». Так зовут девушку в одной популярной песне. Гиджет становится единственной девушкой в этой сёрферской компании. Лидером же сёрферов является Кахуна. Он бывший лётчик ВВС и ветеран войны в Корее. Он старше всех остальных. Кахуна нигде не работает и каких-то определённых жизненных целей у него нет. Он просто колесит по миру, катаясь на доске. Единственным его другом является птица. При этом Кахуна пользуется большим авторитетом и уважением среди других сёрферов.
Гиджет, которая уже думала о том, что ни один из парней ей никогда не понравится, и она станет старой девой, начала испытывать симпатию к Мундогги, сёрферу, который спас её. Проблема заключается только в том, что тот не обращает на неё никакого внимания и вообще избегает. Так проходит всё лето. Сёрферы начинают готовиться к луау, вечеринке, которая будет закрывать летний сезон. Для Гиджет это последний шанс заставить Мундогги обратить на себя внимание. Она просит одного из сёрферов Хот Шота поухаживать за ней на этой вечеринке, чтобы заставить кое-кого приревновать. Хот Шот соглашается, но внезапно у него появляются другие дела, и он перепоручает это задание самому Мундогги. Тот соглашается провести время на вечеринке с Гиджет, но не понимает, кого конкретно он должен заставить ревновать. Самой Гиджет неловко признаться Мундогги, что она влюблена в него и ей приходится врать, что ей симпатичен Кахуна.
В какой-то момент Гиджет начинает надоедать этот фарс и девушка отправляется домой. По пути к машине ей встречается Кахуна, который просит подвезти его до дома. Гиджет подвозит его, а затем сама напрашивается к нему домой. Раз так получилось, что Мундогги не обращает на неё внимания, Гиджет неуверенно принимает решение потерять девственность с Кахуной. Тот поначалу как будто бы не против такой ситуации, однако, внезапно резко передумывает и прогоняет Гиджет. В это время к Кахуне приезжает Мундогги, чтобы прояснить ситуацию. У него не укладывается в голове, что этот взрослый мужчина может посметь прикоснуться к юной девушке. Гиджет сбегает через заднюю дверь, а друзья-сёрферы принимаются драться. По дороге домой Гиджет пробивает колесо и попадает в полицию, где встречает своих родителей, которые ищут её.
В конце концов, отец Гиджет всё же устраивает своей дочери свидание с сыном своего друга. Он хочет, чтобы его дочь встречалась с приличным человеком, а не с каким-нибудь сёрфером. Однако оказывается, что этот молодой человек — всё тот же Мундогги. Они с Гиджет едут на пляж, так как Мундогги отказался от идеи слоняться по миру как Кахуна и собирается ехать учиться, но перед этим он хочет посмотреть на океан. На пляже пара встречает самого Кахуна, который разбирает пляжную хижину. Оказалось, что он тоже решил изменить свою жизнь. Кахуна нашёл работу в гражданской авиации. Мундогги просит Гиджет подождать его, пока он не вернётся с учёбы, а пока поносить его значок. Девушка соглашается.

## В ролях
- Сандра Ди — Фрэнсин «Гиджет» Лоуренс
- Джеймс Даррен — Джеффри «Мундогги» Мэтьюс
- Клифф Робертсон — Бёрт «Кахуна» Вейл
- Артур О’Коннелл — Рассел Лоуренс
- Мэри Ларош — Дороти Лоуренс
- Джоби Бэйкер — Стинки
- Том Лофлин — Красавчик
- Сью Джордж — Бетти «Би Эль» Луиз
- Роберт Эллис — Хот Шот
- Джо Морроу — Мэри Лу
- Ивонн Крейг — Нэн
- Патти Кэйн — Патти
- Даг МакКлёр — Вайкики
- Берт Меткалф — Лорд Байрон
- The Four Preps[англ.] — музыканты на пляже

## Создание и влияние
Летом 1956 года 15-летняя девочка-подросток Кэти Конер гуляла по пляжу в Малибу, где натолкнулась на компанию сёрферов. Девушка никогда ранее не занималась сёрфингом и попросила позволить ей покататься на доске. Сёрферы дали ей прозвище «Гиджет». Слово было образовано путём слияния слов «girl» (девушка) и «midget» (коротышка). Кэти пришла домой и рассказала об этой истории своему отцу Фредерику Конеру, который был голливудским сценаристом. Ему показалась интересной эта субкультура пляжных бездельников и за шесть недель он написал о них книгу, основываясь на дневниковых записях своей дочери. Книга «Гиджет, маленькая девочка с большими идеями» (англ. Gidget, the Little Girl with Big Ideas) стала бестселлером и разошлась тиражом в полмиллиона экземпляров.
Студия Columbia Pictures начала производство фильма по книге. Главные роли в нём исполнили Сандра Ди, Джеймс Даррен и Клифф Робертсон. Первоначально планировалось, что роль Кахуна сыграет Элвис Пресли, однако тот в это время был вынужден уйти в армию. Фильм снимали неподалёку от Малибу в охраняемой природной зоне Лео Каррилло. У фильма было несколько продолжений. Впоследствии о Гиджет вышло ещё несколько телефильмов и два телесериала. Фильм стал прародителем целого жанра «пляжного кино», который был популярен в 60-х годах.
Книга и фильм сделали сёрфинг популярным видом спорта. Пляжи наводнили люди с досками. По этой причине многие старые сёрферы недолюбливали этот фильм. Фред Рейсс, сёрфер из Санта-Круз, в 1995 году выпустил книгу «Гиджет должна умереть» (англ. Gidget Must Die). Книга рассказывала о сёрфере, который возвращался в Малибу спустя 30 лет, чтобы убить всех, кто был причастен к созданию фильма «Гиджет» за то, что они испортили его место для сёрфинга. При этом настоящая Гиджет оставила сёрфинг ещё в 1958 году, когда уехала учиться в колледж. После она вышла замуж и работала учительницей. Фильм также привлёк к занятию сёрфингом девушек, поскольку ранее сёрфинг считался преимущественно мужским видом спорта.

## Рецензии
Крейг Батлер в ретроспективной рецензии для AllMovie отметил, что этот фильм не великое искусство, но в то же время это неплохой подростковый фильм из 50-х годов. Батлер отмечает, что в фильме более убедительно показан пляжный образ жизни, чем например в последовавших за ним фильмах из серии «Пляжная вечеринка» с Авалоном и Фуничелло. На сайте Rotten Tomatoes у фильма 50 % свежести на основе 10 рецензий.

## Продолжения
В 1961 году вышло продолжение «Гиджет едет на Гавайи», а в 1963 году — «Гиджет едет в Рим». В 1965 году канал ABC запустил телесериал «Гиджет», который продержался один сезон. В 1969 году вышел телефильм «Гиджет взрослеет», в 1972 году телефильм «Гиджет выходит замуж», а в 1985 году телефильм «Летнее воссоединение Гиджет», который в следующем 1986 году был продолжен телесериалом «Новая Гиджет», который продержался два сезона. Гиджет каждый раз играли разные актрисы, многие из которых даже не были блондинками.
В 1987 году Чарльз Буш поставил на Офф-Бродвее пьесу «Psycho Beach Party». Пьеса пародировала фильм «Гиджет» и вообще «пляжное кино» 60-х. При этом к сюжету примешивался элемент слэшера. В 2000 году по пьесе был выпущен фильм «Пляжный психоз».